# Francisco Ibáñez Barceló
Francisco Ibáñez Barceló (Burdeos, Francia, 13 de septiembre de 1918-Santiago, 20 de mayo de 2001) fue un ejecutivo chileno, nacionalizado francés, que desempeñó una destacada trayectoria en el ámbito público y bancario. 
Ocupó los cargos de superintendente de Bancos en 1984, presidente del Banco Central de Chile (1984-1985), presidente del Banco del Estado de Chile (1980) y vicepresidente del Banco O'Higgins (1996).

## Familia
Nació en Burdeos, Francia, el 13 de septiembre de 1918. Fue hijo de Maximiliano Ibáñez Ibáñez y Teresa Barceló Lira. 
Casado con María Eugenia Serrano Lamas, tuvo cuatro hijas: María Eugenia, Magdalena, María Loreto y María de la Luz.
Falleció en la ciudad de Santiago el 20 de mayo de 2001.

## Trayectoria pública
En 1962 fue nombrado gerente general del Banco Central de Chile, cargo que ocupó hasta 1970. 
Hasta el 29 de marzo de 1984 ocupó el cargo de presidente del Banco del Estado de Chile. En 1983 fue nombrado administrador provisional del Banco de Chile.
El 29 de marzo de 1984 fue nombrado en el cargo de superintendente de Bancos en reemplazo de Boris Blanco Márquez. El nombramiento fue realizado por el régimen militar del General Augusto Pinochet Ugarte mediante el Decreto Supremo N°188 de 28 de febrero de 1984 y comunicado mediante la Circular N°2001 de la Superintendencia de Bancos de 29 de marzo de 1984. Ocupó el cargo por breve período, hasta el 11 de mayo de 1984.
El 12 de mayo de 1984 fue nombrado presidente del Banco Central de Chile, cargo que ocupó hasta el 6 de enero de 1985.
Hacia 1996 figuraba en el cargo de vicepresidente del Banco O'Higgins, previo a la fusión con el Banco de Santiago.